# Austromenopon enigki
Austromenopon enigki är en insektsart som beskrevs av Günter Timmermann 1963. Austromenopon enigki ingår i släktet Austromenopon och familjen spolätare. Inga underarter finns listade i Catalogue of Life.